# DeporTV (Argentina)
DeporTV es un canal de televisión abierta argentino especializado en programación deportiva. Es propiedad de Contenidos Artísticos e Informativos S.A.U. y es operado por la Secretaría de Medios y Comunicación Pública.

## Historia
Fue inaugurado por la entonces presidente Cristina Fernández de Kirchner e inició sus transmisiones de prueba el 13 de abril de 2012. Fue creado para el fomento del deporte argentino como promotor de valores de la sociedad. Transmite en conjunto con la Televisión Pública las competencias profesionales del Campeonato de Fútbol Femenino de Primera División y las Eliminatorias CONMEBOL, como así también programas referidos a otros deportes como hockey sobre césped, básquet, tenis, vóleibol, hándbol, rugby, entre otros, y eventos como los Juegos Nacionales Evita. Originalmente el canal dependía de una empresa estatal organizada por el Ministerio de Educación con apoyo del Ministerio de Desarrollo Social y de la Secretaría de Deportes.
La señal cubre y transmite desde 2012 los Juegos Olímpicos y desde 2016 los Juegos Paralímpicos
El 21 de febrero de 2013, se realizó la presentación oficial del canal en la muestra de Tecnópolis. A partir del 3 de enero de 2014 empezó a transmitir en alta definición. Su programación cuenta con subtítulos cerrados.